# Canaranas
O Conjunto Canaranas está situado na Zona Norte de Manaus, pertencente ao bairro Cidade Nova. Cada residência da região é responsável por pagar, em média, R$ 59,86 de IPTU para a prefeitura.

## História
O Canaranas, ao contrário dos bairros vizinhos, surgiu na década de 80 e desenvolveu-se progressivamente nos seus primeiros 10 anos de existência. Em pouco tempo, transformou-se em um conjunto modelo para os conjuntos residenciais de Manaus. Porém, ao final da década de 90, houve uma espécie de freiada no seu desenvolvimento social, o que acabou limitando o conjunto a alguns poucos comércios. A partir daí, o Canaranas perdeu seu título de "nobreza entre a pobreza" e desenvolveu-se pouco.

## Cultura e sociedade
O Conjunto possui comércios relevantes, apesar de ainda depender bastante dos seus bairros e conjuntos vizinhos. Possui uma unidade lotérica que atende a população do conjunto e pouco da demanda de conjuntos vizinhos e várias unidades comerciais. É bom destacar que, o Canaranas possui uma ótima linha coletiva de ônibus, com diversas linhas que o interligam ao centro da cidade e outras áreas importantes de Manaus.
Além disso, o Canaranas é sede da maior empresa de ônibus coletivo de Manaus, a União Cascavel, oriunda da cidade paranaense de Cascavel.
Vários dos atuais moradores são oriundos de outras regiões do país, principalmente gaúchos e paranaenses.
A ONG Nação Mestiça e a ACRA possuem sede nacional neste bairro.
No que diz respeito a eventos culturais no Canaranas pode-se destacar a Festa do Mestiço e o Concerto Maravilhoso de Natal, que ambos ocorrem anualmente.
O Concerto Maravilhoso de Natal é realizado por participantes da Igreja Católica Nossa Senhora da Gloriosa Assunção e por moradores do bairro, por meio do Projeto Grupo de Artes.  O projeto e as produções contam com a direção de atores, coréografos, músicos e diretores amazonenses profissionais. O concerto é ensaiado desde o meio do ano e é apresentado em dezembro,  levando à cena um tema diferente anualmente e cerca de 100 espectadores por sessão.
O espetáculo ocorre no Centro Pastoral Padre Pedro Vignola, que é localizado atrás da Igreja de Nossa Senhora da Assunção. 
O grupo que desenvolve o espetáculo também já montou o "Auto da Compadecida", "O Corcunda de Notre Dame" e uma adaptação do musical "Os Saltimbancos".

## Religiosidade
A Religiosidade do bairro é marcada pela Igreja Católica Nossa Senhora da Gloriosa Assunção que fica na Rua K (Rua Nossa Senhora da Assunção).
A igreja movimenta as atividades semanais do bairro. Alguns moradores frequentam as missas aos domingos e às terças participam da Novena Perpétua.
Grande demostração de fé ocorre todo dia 15 de cada mês com a Novena de N. Sra da Assunção que costuma levar fiéis e devotos até o bairro.
O dia 15 de agosto - dia de Nossa Senhora da Assunção, movimenta o conjunto. A festa realizada anualmente inicia com carreata e novenário em honra da santa, ocorrendo nos dias 06 a 14 de agosto.
No dia de Nossa Senhora da Assunção a igreja costuma ficar aberta o dia todo e a festa acaba atraindo moradores de diferentes bairros de Manaus. Os festejos acabam com a procissão e missa em honra à padroeira.
Também ocorre anaualmente o arraial dos festejos da santa, que movimenta a atividade cultural e econômica do bairro.
Podemos destacar também as igrejas evangélicas assembleia de Deus e Igreja Batista Nacional Vida que desenvolvem suas atividades e tem grande importância para o bairro.

## Dados do Conjunto
- População: 4.416 moradores.

## Transportes
Canaranas é servido pela empresa de ônibus Grupo Eucatur Urbano (Viação Rondônia), que atualmente opera nas seguintes linhas:
| Linha | Origem                   | Empresa                  | Tarifa  | Principais pontos do trajeto                                              |
| ----- | ------------------------ | ------------------------ | ------- | ------------------------------------------------------------------------- |
| 046   | Canaranas ↔ T3           | Viação Rondônia\|Eucatur | R$ 3,80 | Jardim Canaranas e Centro                                                 |
| 414   | Canaranas ↔ Cachoeirinha | Viação Rondônia\|Eucatur | R$ 3,80 | Cidade Nova, Praça 14 de Janeiro, Cachoeirinha                            |
| 416   | Canaranas ↔ Centro       | Viação Rondônia\|Eucatur | R$ 3,80 | Oswaldo Américo, Riacho Doce, Campo Dourado, Av. Constantino Nery, Centro |
| 054   | Nova Cidade - T-3        | Viação Rondônia\|Eucatur | R$ 3,80 | Nova Cidade, Canaranas, Terminal 3                                        |
| 422   | Oswaldo Américo - Centro | Viação Rondônia\|Eucatur | R$ 3,80 | Oswaldo Américo, Canaranas, Multirão, Parque 10, Djalma Batista e Centro  |